# Fukuchiyama
Fukuchiyama (福知山市, Fukuchiyama-shi) est une ville du Japon située dans la préfecture de Kyoto.

## Géographie

### Situation
La ville de Fukuchiyama se trouve dans la préfecture de Kyoto, à 25 km de la mer du Japon. Elle est entourée par des montagnes au sud, à l'ouest et à l'est.

### Municipalités limitrophes
| Toyooka | Yosano, Miyazu | Maizuru  |
| Asago   | Fukuchiyama    | Ayabe    |
| Tamba   | Tamba-Sasayama | Kyōtango |

### Démographie
En 2008, la ville de Fukuchiyama comptait 82 425 habitants, répartis sur une superficie de 552,54 km2 (densité de population de 148 hab./km2). 
En mars 2024, la population était de 74 704 habitants .

### Hydrographie
La ville est située à la confluence entre le fleuve Yura et la rivière Haze.

### Climat
Fukuchiyama a un climat subtropical humide caractérisé par des étés chauds et humides, et des hivers frais avec peu ou pas des chutes de neige. La température moyenne annuelle est de 13,7 °C. La pluviométrie annuelle moyenne est de 1 706 mm, septembre étant le mois le plus humide.

## Histoire

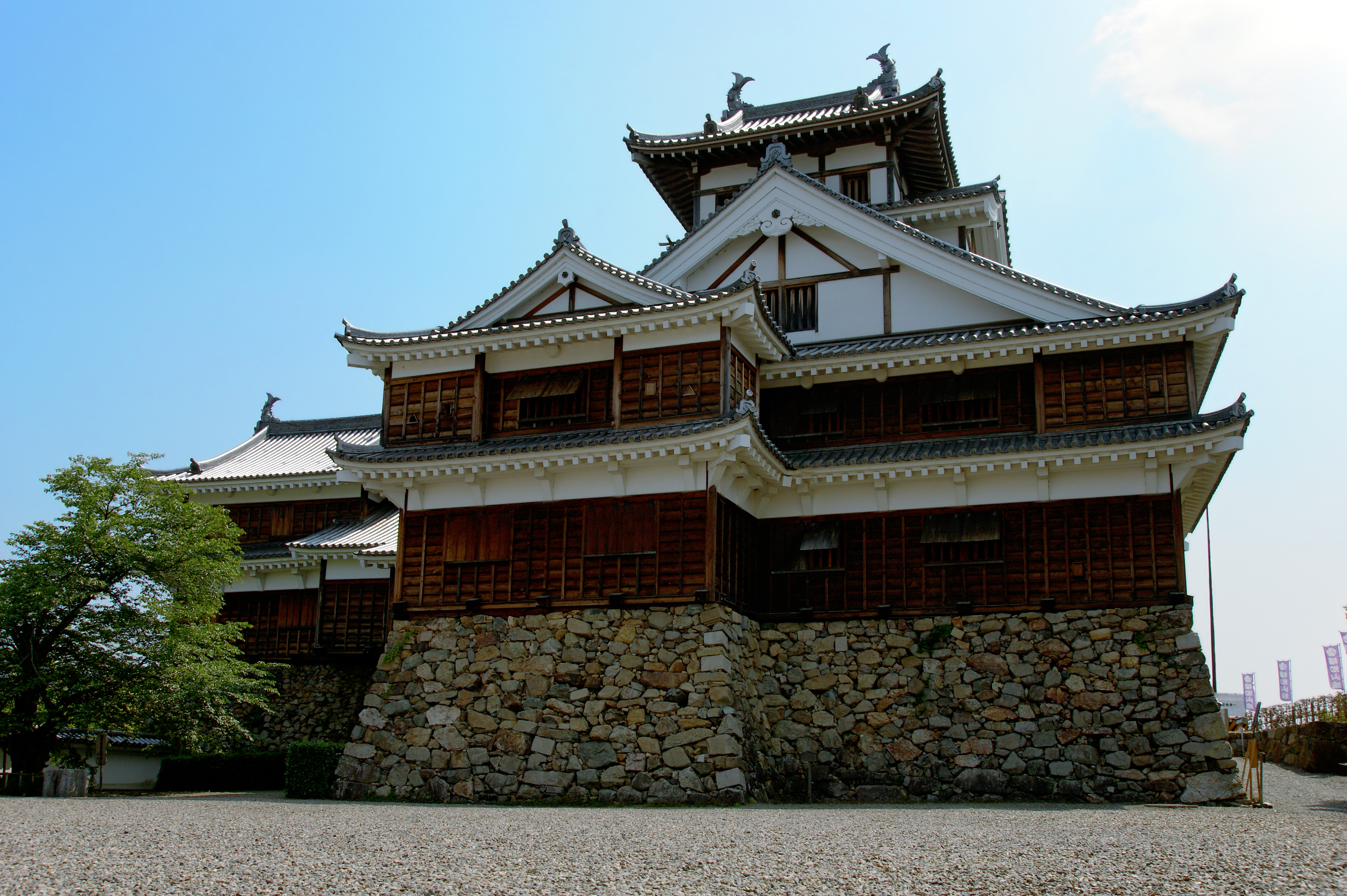
Le château de Fukuchiyama.

Vers 1579, Akechi Mitsuhide a fait construire un château à Fukuchiyama pour remplacer une structure préexistante. Le château a été agrandi vers 1600. Il a été démoli un peu après 1871, après être passé sous le contrôle du ministère des Armées. Il a été reconstruit en 1986 selon un plan dressé pendant la période Edo.
La ville moderne de Fukuchiyama a été fondée le 1er avril 1937. Le 1er janvier 2006, après des ententes entérinées en mai 2003 et après une requête déposée à la préfecture le 30 mars 2005, Fukuchiyama est agrandie en ajoutant les anciens bourgs de Miwa (三和町) et de Yakuno (夜久野町), du district d'Amata, et du bourg d'Ōe (大江町), du district de Kasa.

## Transports
Fukuchiyama est desservie par les lignes San'in et Fukuchiyama de la JR West et la ligne Miyafuku de la Kyoto Tango Railway. La gare de Fukuchiyama est la principale gare de la ville.

## Culture et patrimoine
On y trouve le château de Fukuchiyama.

## Personnalités liées à la municipalité
- Hitoshi Ashida
- Sadakazu Tanigaki